# Tintin et le Thermozéro
 (décembre 2008).

Titre d'album factice pour l'album inachevé Tintin et le Thermozéro.

Tintin et le Thermozéro est une œuvre inachevée de Hergé, une aventure de Tintin et Milou. Elle est issue d'une réflexion sur un scénario inabouti Tintin et la Piste indienne repris par Greg pour donner un récit intitulé Les Pillules[réf. nécessaire] avant de devenir le Thermozéro et finalement être abandonnée.

## Historique
En 1960, peu après la sortie de Tintin au Tibet, Hergé s'inspire d'un fait divers et prend des notes pour une nouvelle aventure du petit reporter : « Un flacon (ou tout autre objet) contenant un produit mortel (pilules atomiques ? Voir Marie-France) a été emporté (par erreur) par quelqu'un. Tintin poursuivra le bonhomme et le rejoindra au moment où le produit en question allait commencer ses ravages. » Le découpage des premières pages reprend un accident de voiture envisagé pour un brouillon de Tintin qui aurait dû se passer chez les Indiens d'Amérique  (Tintin et la piste indienne, dont les crayonnés datent de 1958) autour de la disparition d'un calumet, et qui aurait conduit Tintin dans une réserve indienne (Hergé avait pris des contacts et voyagé pour se documenter sur la condition réelle des Indiens, 28 ans après Tintin en Amérique). Un peu coincé dans ce récit, il demande à Greg de lui rédiger un scénario pour Tintin. Le Thermozéro est la quête d'une bombe d'un nouveau genre, dans le scénario original, Greg décrit le Thermozéro comme un mélange chimique permettant un dégagement de chaleur, même dans une atmosphère privée d'oxygène. Hergé tenta de l'utiliser mais abandonna rapidement le projet en donnant la raison suivante : « Je me sentais prisonnier d’un carcan dont je ne pouvais me défaire. Or, j’ai besoin d’être constamment surpris par mes propres inventions ».
Le scénario a fait l'objet de plusieurs versions, le titre de Thermozéro n'apparaissant que dans la seconde. Le Thermozéro aura fait l'objet de 4 découpages graphiques successifs mais aucun ne dépassera la 43e page (un album de Tintin en faisant 62). Hergé procédera au crayonné des 8 premières planches. Le projet, en de nombreux points très similaire à L'Affaire Tournesol, sera par ailleurs mis en suspens en faveur de l'album Les Bijoux de la Castafiore. 
Le projet, sous la direction de Jacques Martin, dessinateur d'Alix, prendra ensuite la forme d'un film, lui aussi inabouti, dont l'action devait se dérouler au Canada.
Enfin, l'existence de crayonnés de Bob de Moor atteste la volonté d'Hergé de transformer ce scénario en aventure de Jo, Zette et Jocko. Mais une fois encore, le projet est resté inabouti, à la suite de la nécessité de mobiliser Bob de Moor sur la refonte de L'Île Noire.

## Résumé
En route pour Moulinsart, Tintin, le Capitaine Haddock et le professeur Tournesol sont témoins d'un accident de la route. Prêt à secourir le blessé qui a manqué de les envoyer dans le décor, Tintin, sous une pluie battante, le couvre de son imperméable. Surgissent un certain nombre de personnages s'empressant de secourir le blessé et l'emmener avant l'arrivée d'une ambulance. Ce dernier, se sentant en danger, cache dans la poche de la gabardine de Tintin ce qui ressemble à un insecticide.
Au bout de quelques jours, Tintin s'aperçoit que la majorité des témoins de cet accident ont été cambriolés. Le jeune reporter en arrive à la conclusion que l'accidenté est possesseur d'un objet très convoité et part enquêter. Entre-temps, le professeur Tournesol, attristé de l'état du manteau de Tintin, envoie le vêtement à la blanchisserie. Rapidement, le Capitaine Haddock est enlevé par des malfrats. Tintin se voit proposer le marché suivant : « l'objet » contre le Capitaine Haddock. Rendez-vous est pris à Berlin. Contre toute attente, Tintin ne vient pas avec l'objet tant convoité mais avec un émetteur qui permet à la police de capturer les bandits. Dans le même temps, le produit est retrouvé. Par ailleurs, il se révèle inopérant, l'un des composants manquant pour le rendre efficace.

## Pastiches
Hergé ayant réalisé 8 pages de crayonnés, certains pasticheurs se sont essayés à terminer ces pages. On retiendra le travail d'Yves Rodier qui a redessiné la page 4 de cette aventure ; ou encore les pages de Tibi, Studio Juhis, qui a réalisé la page 5 sans le texte ; ainsi qu'une couverture et Ralf Edenbag qui a réalisé les pages 2 à 6[réf. nécessaire].

### Ouvrages
- Les archives Tintin : Tintin au Tibet

- Les amis d'Hergé No 36, avril 2003

- Lire, hors-série no 4, décembre 2006
- L’Univers d’Hergé, tome 6 : projets, croquis et histoires interrompues - Rombaldi

- Monsieur Hergé, film de Benoît Peeters, 1988

### Article
- Frédéric Potet et Cédric Pietralunga, « « Tintin et le Thermozéro », l’œuvre inachevée d’Hergé », sur lemonde.fr, 19 juillet 2015 (consulté le 19 juillet 2015)